# Řády, vyznamenání a medaile Tuniska

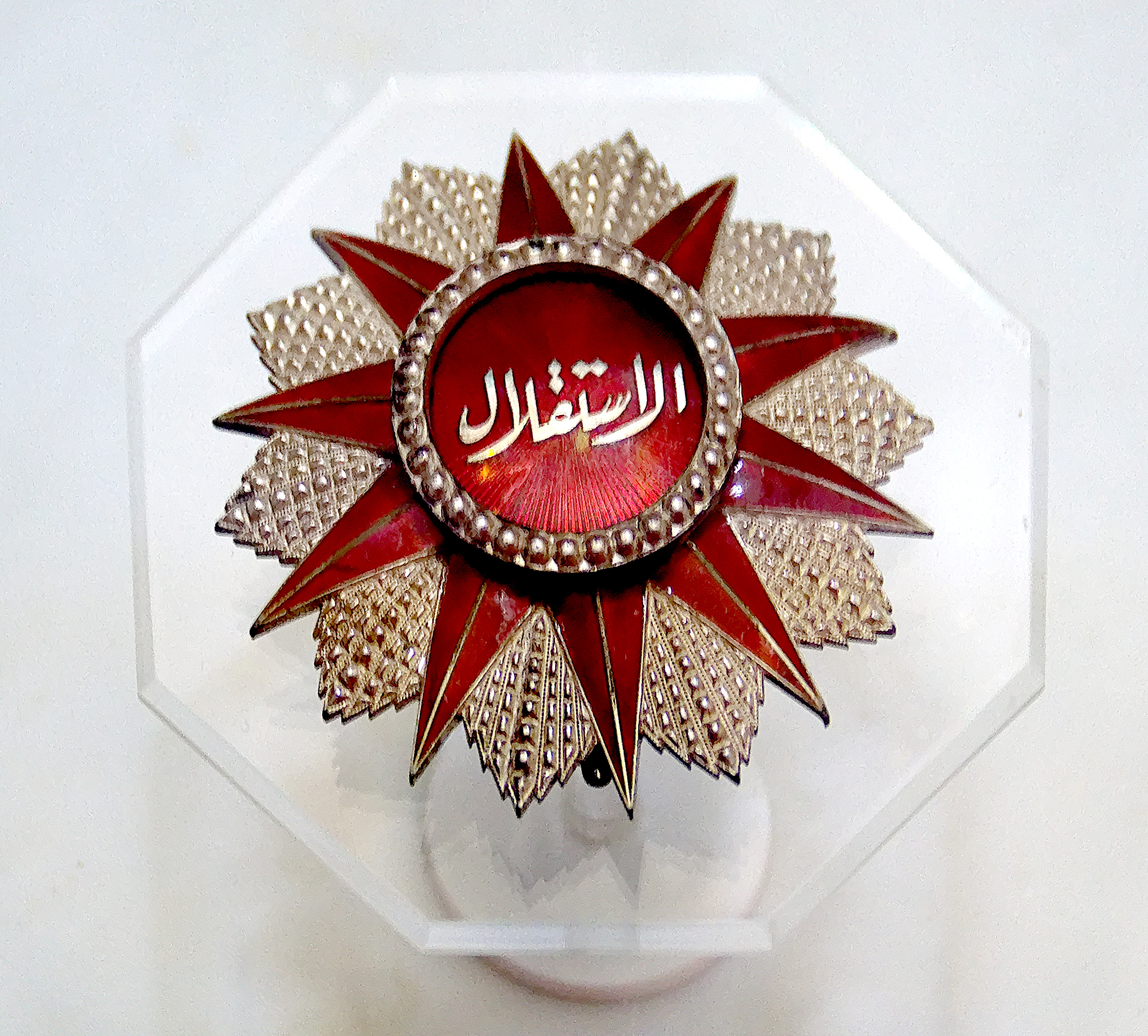
Řád nezávislosti

Řády, vyznamenání a medaile Tuniska tvoří systém, kterým jsou civilní občané Tuniska i příslušníci ozbrojených sil odměňováni za odvahu, úspěchy nebo službu zemi.

## Vysoké národní řády
- Řád nezávislosti byl založen 6. září 1956. Udílen je za zásluhy o nezávislost Tuniska.[1]
- Řád republiky byl založen 16. března 1959. Udílen je v pěti třídách za významné činy ve prospěch Tuniské republiky.[2]
- Řád loajality a oběti byl založen roku 2017.[3]

## Národní řád za zásluhy
Národní řád za zásluhy se udílí za vynikající úspěchy a zásluhy při výkonu veřejné služby nebo výkonu v soukromém sektoru těm, kteří svou schopností a obětavostí přispěli k rozvoji země a upevnění jejích institucí.
- Řád za sportovní zásluhy byl založen roku 1957.
- Řád za zásluhy o kulturu byl založen 5. července 1966. Udílen je ve třech třídách za významný přínos v oblasti rozvoje tuniské kultury.[4]
- Řád za zásluhy v zemědělství byl založen roku 1971.
- Řád za řemeslné zásluhy byl založen roku 1971.
- Řád za námořní zásluhy byl založen roku 1974.
- Řád za zásluhy o vyučování byl založen roku 1979.
- Řád za zásluhy o mládež byl založen roku 1981.
- Řád za akademické zásluhy byl založen roku 1985.[5]

## Medaile
- Medaile práce byla založena roku 1955 a je udílena v pěti třídách.
- Vojenská medaile byla založena dne 21. listopadu 1958 zákonem č. 58-129.[6]
- Medaile cti vnitřních bezpečnostních sil byla založena roku 1998 a udílena je ve dvou třídách.[7]
- Celní medaile cti byla založena roku 1971 a udílena je ve dvou třídách.[8]